# Stefano De Bartolomeo
Stefano De Bartolomeo (Milano, 1978) è un artista marziale italiano.
Pratica Karate Tradizionale Shotokan da quando era molto giovane, ora è cintura nera 5º dan.
È divenuto un atleta titolare della nazionale italiana di kumite (combattimento libero) FIKTA. Il team della nazionale è composto da: Michele Romano, Matteo Leone, Stefano De Bartolomeo, Carlo Casarini.

## Palmarès
Ha vinto parecchi titoli internazionali:
- PLURI CAMPIONE EUROPEO DI KUMITE (E.T.K.F.) (J.K.A.)
- 2 VOLTE VICECAMPIONE EUROPEO DI KATA (J.K.A.)
- 3 VOLTE CAMPIONE DEL MONDO DI KUMITE (I.T.K.F.)
- 2 VOLTE VICECAMPIONE DEL MONDO DI KUMITE (I.T.K.F.)
- PLURI CAMPIONE ITALIANO (F.I.K.T.A.) (J.K.A. – Italia)

Ha vinto svariati titoli mondiali, europei e italiani.